# Partito Rurale Finlandese
Il Partito Rurale Finlandese (in finlandese: Suomen maaseudun puolue - SMP) è stato un partito politico di orientamento populista e ruralista attivo in Finlandia dal 1959 al 2003.
Il partito nacque come scissione della Lega Agraria nel 1959 e fu guidato da Veikko Vennamo, ex deputato della Lega Agraria noto per la sua opposizione al presidente finlandese Urho Kekkonen. Vennamo fu il segretario del partito dal 1959 al 1979.
I migliori risultati per il partito giunsero durante la prima metà degli anni '70 quando si ottennero risultati attorno al 10%.
Negli anni '90 il partito attraversò una profonda crisi finanziaria e politica e smise di partecipare alle elezioni.
Il partito dei Veri Finlandesi viene considerato come il successore del Partito Rurale Finlandese.

## Storia
Il fondatore del partito fu Veikko Vennamo, leader di una corrente della Lega Agraria (che è stata rinominata Partito di Centro nel 1965). Vennamo aveva pessimi rapporti con il presidente Urho Kekkonen, dopo l'elezione di quest'ultimo Vennamo fu espulso dal gruppo parlamentare e di conseguenza fondò il Partito Rurale Finlandese nel 1959.
Il partito nacque come un movimento di protesta, con il supporto di disoccupati e piccoli coltivatori. Il reimpiego dei veterani della Seconda Guerra Mondiale e dei rifugiati della Carelia in piccoli coltivatori formò la base del partito.
Il miglior risultato venne conseguito dal partito nelle elezioni parlamentari del 1970, infatti ottenne 18 seggi. Dopo l'uscita di scena di Veikko Vennamo il leader del partito divenne suo figlio Pekka.
Sotto la presidenza di Pekka Vennamo cominciò il declino del partito, nel 1983 prese parte a un governo molto impopolare e si tramutò da movimento di protesta a partito di governo perdendo numerosi consensi.
Il declino del partito è da attribuire anche il trasferimento di numerosi contadini nelle città dove il Partito Socialdemocratico è molto popolare.
Nel 1989 Pekka Vennamo si dimise dalla carica di segretario e il partito cominciò a disgregarsi. Alcuni ex deputati aderirono al Partito di Centro o si ritirarono.
L'ultimo segretario del partito Timo Soini è il fondatore del partito dei Veri Finlandesi.

## Risultati elettorali
| Anno | Seggi | Voti    | %     |
| ---- | ----- | ------- | ----- |
| 1962 | 0     | 49.773  | 2,2%  |
| 1966 | 1     | 24.351  | 1,0%  |
| 1970 | 18    | 265.939 | 10,5% |
| 1972 | 18    | 236.206 | 9,2%  |
| 1975 | 2     | 98.815  | 3,6%  |
| 1979 | 7     | 132.457 | 4,6%  |
| 1983 | 17    | 288.711 | 9,7%  |
| 1987 | 9     | 181.938 | 6,3%  |
| 1991 | 7     | 132.133 | 4,9%  |
| 1995 | 1     | 36.185  | 1,3%  |